# Sanae Mishima
Sanae Mishima (三島 早苗 Mishima Sanae?), är en japansk tidigare fotbollsspelare.
Sanae Mishima debuterade för japans landslag den 11 juni 1981 i en 0–2-förlust mot Thailand. Hon spelade 2 landskamper för det japanska landslaget. Hon deltog bland annat i Asiatiska mästerskapet i fotboll för damer 1981.